# Ornithochilus
Ornithochilus é um género botânico pertencente à família das orquídeas (Orchidaceae).